# Rubicon (folyó)
A Rubicon (ejtsd: Rubikon, latinul Rubico, olaszul Rubicone, romanyolul Rubicôn, IPA: [rubiˈkoːŋ]) egy kis észak-itáliai folyó ókori latin neve. Az ókori beszámolók szerint abban az időben Ariminum (a mai Rimini) és Caesena (mai Cesena) közt folyt az Adriai-tengerbe. Bizonytalan, melyik mai folyóval azonos. Leggyakrabban a Pisciatello felső folyásával, illetve a tengerhez közelebb a Fiumicinóval azonosítják, amely 29 km hosszú, Riminitől 20 km-re nyugatra ered az Appenninekben, és 15 km-re északnyugatra torkollik a tengerbe.

## Jogi jelentősége
Az ókori Rubicon nevezetessége, hogy a törvény egy időben megtiltotta minden római hadvezérnek, hogy seregével együtt átlépje a folyót. A folyó Gallia Cisalpina római provincia és Itália határa volt.

## Alea iacta est
Amikor Julius Caesar Kr. e. 49-ben, a feltételezések szerint január 10-én, csapataival együtt átlépte a Rubicont, megszegte a törvényt, ami elkerülhetetlen katonai konfliktust jelentett. Suetonius szerint ekkor ejtette ki a híres szavakat: alea iacta est („a kocka el van vetve”). Helyesen: Iacta alea est. Suetonius elbeszélése szerint Caesar a folyó felé közeledve még mindig határozatlan volt, és egy jelenés után, már a folyónál döntött a történelmi fordulópontot jelentő átkelés mellett. Ez a döntés végül a Római Köztársaság bukásához és a római császárság kialakulásához vezetett.
„Átlépni a Rubikont” – számos nyelvben ez a kifejezés fontos és visszafordíthatatlan döntést jelent.

## Folyószabályozás
Kr. e. 42-ben megszűnt a folyó régi fontossága: Augustus császár Itáliába olvasztotta Gallia Cisalpina provinciát, tehát a Rubicon már nem volt határfolyó. 
A középkorban a Ravenna  és Rimini  közti tengerparti síkságot többször is elöntötte az árvíz. A Rubicon és más kisebb folyók medre számottevően megváltozott. A 14. és 15. században, az öntözéses mezőgazdasági művelés terjedésével mesterségesen is megváltoztatták a régióban a folyók járását, innen ered a mai párhuzamos csatornákból álló vízrajzi szerkezet. 
Mindezek következtében évszázadokig több folyó is vetélkedett a Rubicon utódjának dicsőségéért Ravenna és Rimini között: mindezeknek csak felső folyása egyezik meg a Caesar korabelivel.

## Fiumicino győz
A Fiumicino folyó, amely Savignano di Romagna (ma Savignano sul Rubicone) városán halad keresztül, csak 1933-ban vált a legtöbb vélemény szerint a Rubicon hiteles utódjává. Igazi bizonyítékkal csak 1991-ben szolgált hosszas kutatómunka után három olasz tudós (Pignotti, Ravagli és Donati). A tudósok a 4. századi térképet, a Tabula Peutingerianát és számos ókori forrást (mint Cicero művei) tanulmányozva azt állapították meg, hogy Róma és a Rubicon közt 200 mérföld volt a távolság. Mivel tudták, hogy San Giovanni in Compito (ma Savignano  nyugati negyede), az antik Ad Confluentes, 201 mérföldre volt Rómától, az egy mérföldnyire lévő Fiumicino lehetett a Rubicon folyó.  